# Дж. Р. «Боб» Доббс
Дж. Р. Боб Доббс — центральная фигура пародийной религии «Церковь недомудреца». Его образ взят из клип-арта 1950-х годов.
В соответствии с догмами "Церкви недомудреца", "Боб" был продавцом, который в 1953 году на собственноручно построенном телевизоре увидел видение бога JHVH-1( Иеговы 1 )Согласно церковным писаниям в Книге недомудрецасказано, что видение Иеговы 1 вдохновило "Боба" написать «Pre Scriptures» и основать "Церковь недомудреца". Учение называет «Боба» величайшим продавцом, который когда-либо жил и который сумел обмануть смерть множество раз. Он также почитается за совершенные им большие глупости и считается спасителем «Халявы». Был убит в Сан-Франциско в 1984 году, хотя Церковь недомудреца заявляет, что с тех пор он воскресал из мертвых ещё несколько раз.
Согласно канонам "Церкви недомудреца", в написании имени "Боба" всегда должны присутствовать кавычки, потому что написание этого имени без них является оскорблением чувств верующих. В иконографии "Боба" кавычки также могут быть размещены вокруг изображения головы "Боба", образуя своего рода альтернативный нимб (ореол).

## Биография
Согласно Апокрифу «Боба» Revelation X (Откровение), «Боб» родился в Далласе, штат Техас, в семье Хинуча-Чи-Хана М. (фармацевт) и Джейн Макбрайд Доббс. В раннем возрасте проявлял талант к денежным манипуляций на фондовом рынке (в телефонном режиме), которые давали большие прибыли. Создал семью с женой Конни в Лас-Вегасе в 1955 году и работал в качестве модели фотографа. В 1957 году по выходным читал проповеди в евангельских христиан «строго за деньги».

## Конни Доббс
Констанс «Конни» Марш Доббс, жена «Боба», стала известной в церковных кругах как и «Боб». Хотя «Боб» и был женат на других женщинах, духах, божествах, а иногда и на неодушевленных предметах, Конни, в документальном фильме о Церкви недомудреца, указывается, как «первая и до сих пор основная жена». Конни — покровительница женщин из Церкви и символизирует собой их истинное освобождение. Она не подчинялась никому (особенно «Бобу»), и так же была свободна в своих действиях, как и её муж.

## Доббстаун
Согласно учению Церкви недомудреца, «Боб» основал свою штаб-квартиру, тайный кружок в Сараваке, Восточная Малайзия, под названием Доббстаун (Dobbstown), где он часто бывал.

## Образ «Боба»
Изображение «Боба» впервые появилось в оригинальной публикации Церкви недомудреца:  SubGenius Pamphlet # 1  («The World Ends Tomorrow and You May Die») (1979). Вскоре после первого появления, образ «Боба» стал распространяться в разных уголках мира как: граффити, наборы символов операционной системы Atari ST, ASCII-art, музыкальные альбомы многих андеграундных групп (наиболее популярный Devo to Sublime), фильмы (The Wizard of Speed and Time) и телевидение (Pee-wee’s Playhouse). Существуют также два немецких комикса с «Бобом» («Future Subjunkies» и «Space Bastards», авторы обоих комиксов Герхард Сей Фрид и Зиск Риманн). Церковь недомудреца сохраняет товарный знак и авторские права на образ «Боба», хотя сам «Боб» всегда пытался избежать правовых действий, кроме тех случаев, когда это было совершенно необходимо.

## Священный символ
В 2002 году Церковь недомудреца приняла новый символ, названный «Священный символ»: стилизованный крест, состоящий из трех поперечин и трубки, которые шаблонно соответствуют чертам лица «Боба».

## Опрос журналаTime
В своем выпуске от 1 января 2000 года «Time» опубликовал результаты в интернет-опроса, в котором Дж. Р. «Боб» Доббс занял первое место в категории «Величайшая подделка или мошенничество двадцатого века».